# Hans Nygren (militär)
Hans Oscar Nygren, född 27 mars 1906 i Hedvig Eleonora församling, Stockholm, död 20 november 1982 i Engelbrekts församling, Stockholm
, var en svensk militär (överste).

## Biografi
Nygren blev fänrik vid Upplands regemente (I 8) 1926 och löjtnant där 1930. Han blev kapten vid generalstaben 1938, major där 1944 och major vid Gotlands infanteriregemente (I 18) 1947. Nygren utnämndes till överstelöjtnant 1948 samt var överste och chef för Centrala värnpliktsbyrån 1953-1966..
Han gick på Krigshögskolan 1933–1935, var generalstabsaspirant 1935–1938, lärare vid Infanteriofficersskolan 1939 samt militärattaché i Kujbysjev och Moskva 1942–1944. I december 1943, när Nygren var militärattaché i Sovjetunionen, förklarades den svenske envoyén Vilhelm Assarsson som persona non grata av den sovjetiska regeringen och de båda tvingades lämna landet i början av 1944. Sovjetunionen motiverade sitt beslut med att den dåvarande militärattachén Nygren hade vidarebefordrat sovjetiska militära hemligheter till Tyskland.
Hans Nygren var son till generalen Oscar Nygren och Jenny Öhgren. Han gifte sig 1935 med Ingrid Fellenius (1907–1982), dotter till taxeringskommissarien Karl-Gustaf Fellenius och Sigrid Lilius. Nygren gravsattes på Norra begravningsplatsen i Stockholm.

## Utmärkelser
- Riddare av Svärdsorden, 1946.[8]
- Riddare av Vasaorden, 1948.[9]
- Kommendör av Svärdsorden, 4 juni 1960.[10]
- Kommendör av första klassen av Svärdsorden, 4 juni 1965.[11]